# Kentaū
Kentaū (Kazachs en Russisch: Кентау) is een - met district gelijkgestelde - industriestad, gelegen aan de voet van het Qarataū-gebergte (Қаратау жотасы) in de oblast Zuid-Kazachstan in Kazachstan.
Begin 2019 telde deze stad circa 69.000 inwoners, waarvan 2/3 Kazachen en 1/4 Oezbeken. 
De plaats ligt aan de voet van het Karataugebergte 30 km ten noordoosten van Türkistan. Kentau ging in augustus 1955 van start op de plaats van het vroegere dorp Mirgalimsaj, met de bedoeling om er mijnwerkers te huisvesten. In de Sovjettijd was een deel van de bevolking oorspronkelijk afkomstig uit Rusland, namelijk nakomelingen van onderdrukte groepen Russen, Grieken, Duitsers, Koreanen, Joden, Tsjetsjenen etc. Ook woonden er Oezbeken; de meerderheid bestond echter uit Kazachen. In de nabije omgeving was mijnbouw met bijbehorende verwerkingsbedrijven een belangrijke activiteit. Er werden lood, bariet en zink gedolven. In de jaren rond 1990 werden een aantal mijnen gesloten en trad een aanzienlijke emigratie van de bevolking op. De huidige bevolking, begin 21e eeuw, bedraagt rond de 70.000 en bestaat grotendeels uit Kazachen. Er vindt nog winning van metaalertsen plaats maar niet meer zo actief als vroeger. De ertsen worden tegenwoordig ter verwerking naar Şımkent gebracht. Voorts is er een transformatorenfabriek.

## Bevolking
| Bevolkingsontwikkeling | Bevolkingsontwikkeling | Bevolkingsontwikkeling | Bevolkingsontwikkeling | Bevolkingsontwikkeling | Bevolkingsontwikkeling | Bevolkingsontwikkeling |
| 1959                   | 1970                   | 1979                   | 1989                   | 1999                   | 2009                   | 2019                   |
| ---------------------- | ---------------------- | ---------------------- | ---------------------- | ---------------------- | ---------------------- | ---------------------- |
| 38.108                 | 54.946                 | 62.991                 | 64.228                 | 55.521                 | 57.121                 | 68.954                 |

## Bekende personen
- Russisch popzangeres Linda werd op 29 april 1977 in Kentau geboren
- Futsal speler Suleimenov werd op 8 januari 1981 in Kentau geboren
- Politicus Raschid Abatullauly Ajupow, per juli 2019 burgemeester van Türkistan, werd op 4 maart 1981 in Kentau geboren

## Afbeeldingen

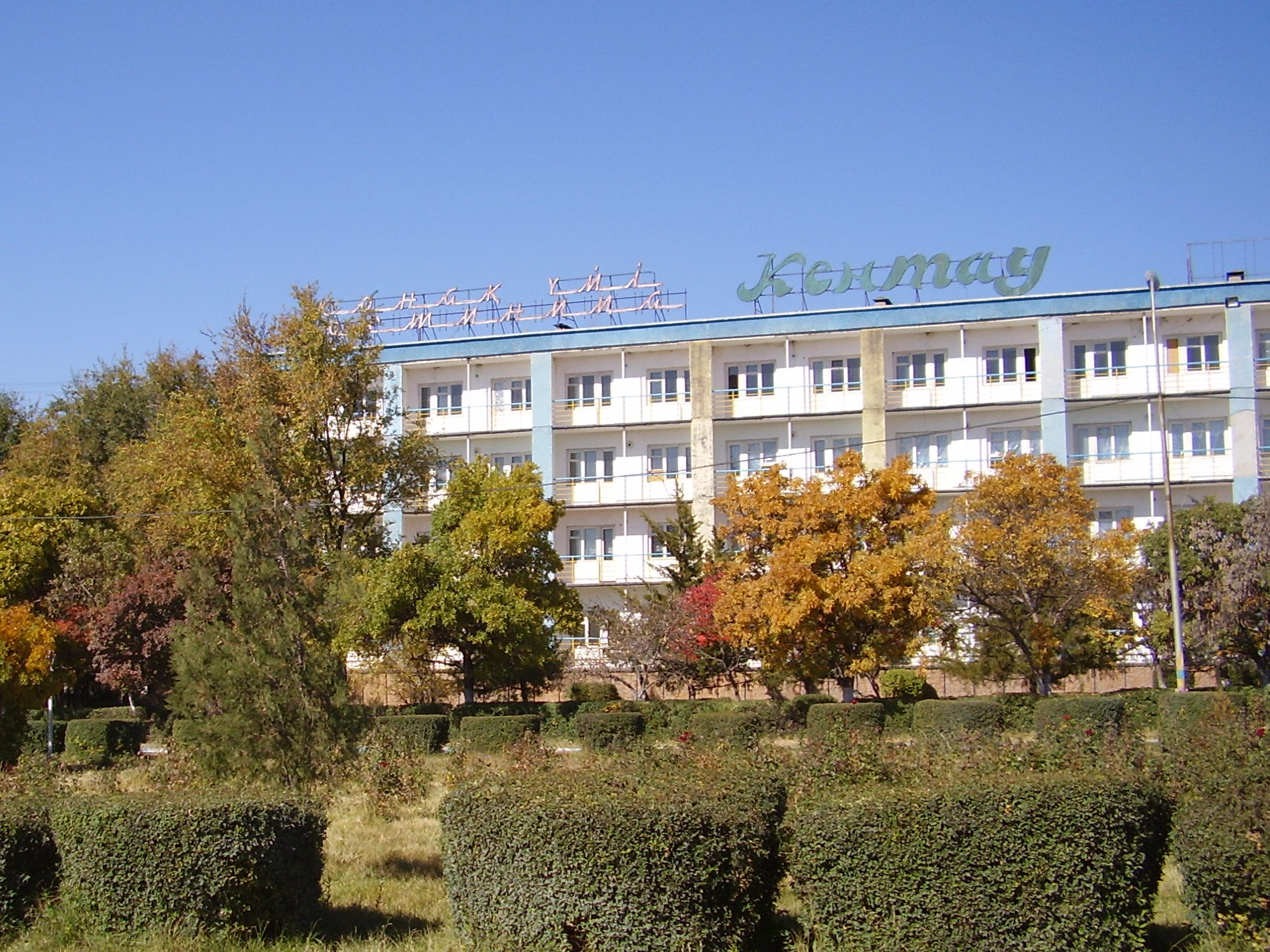
Hotel
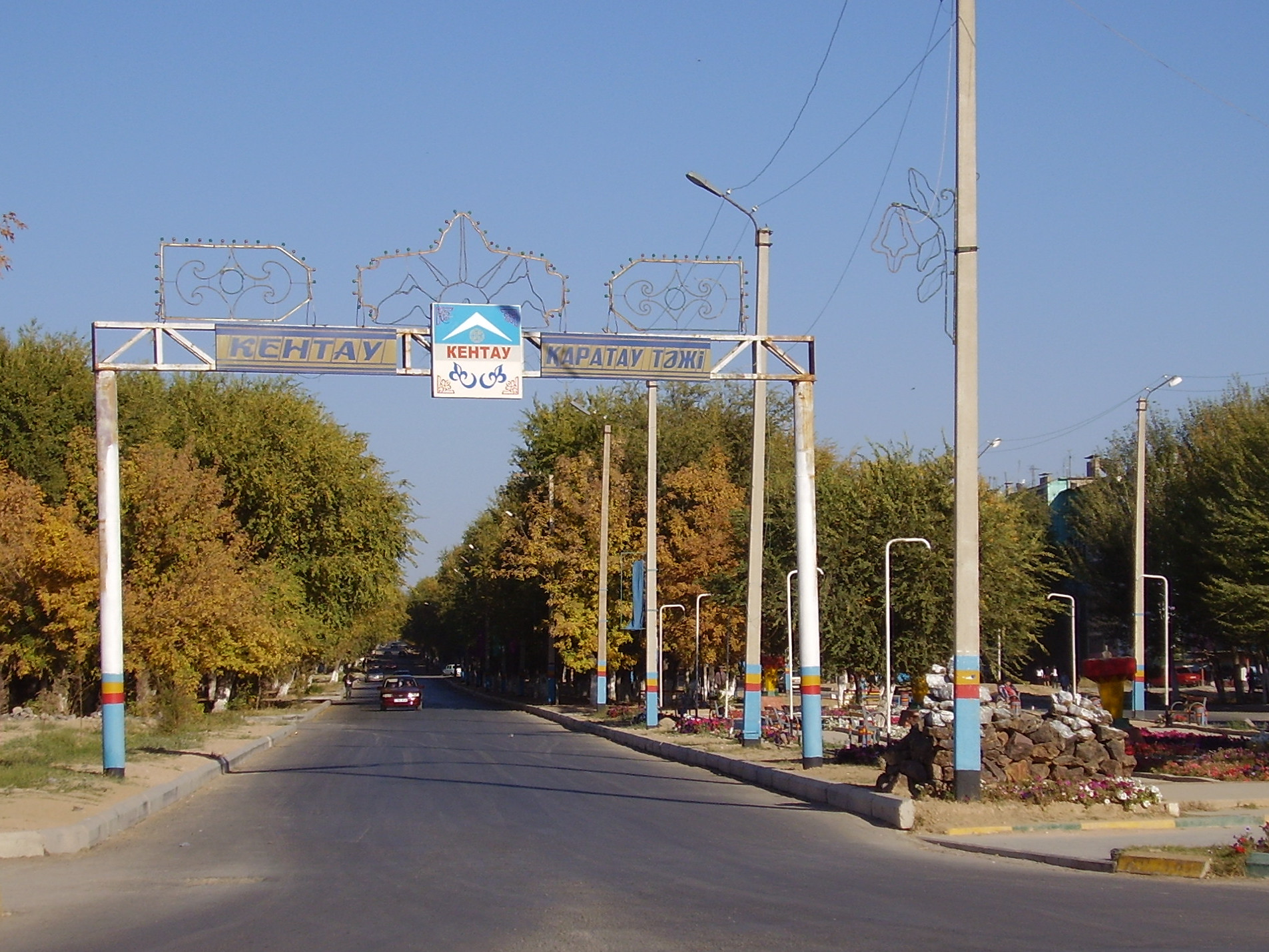
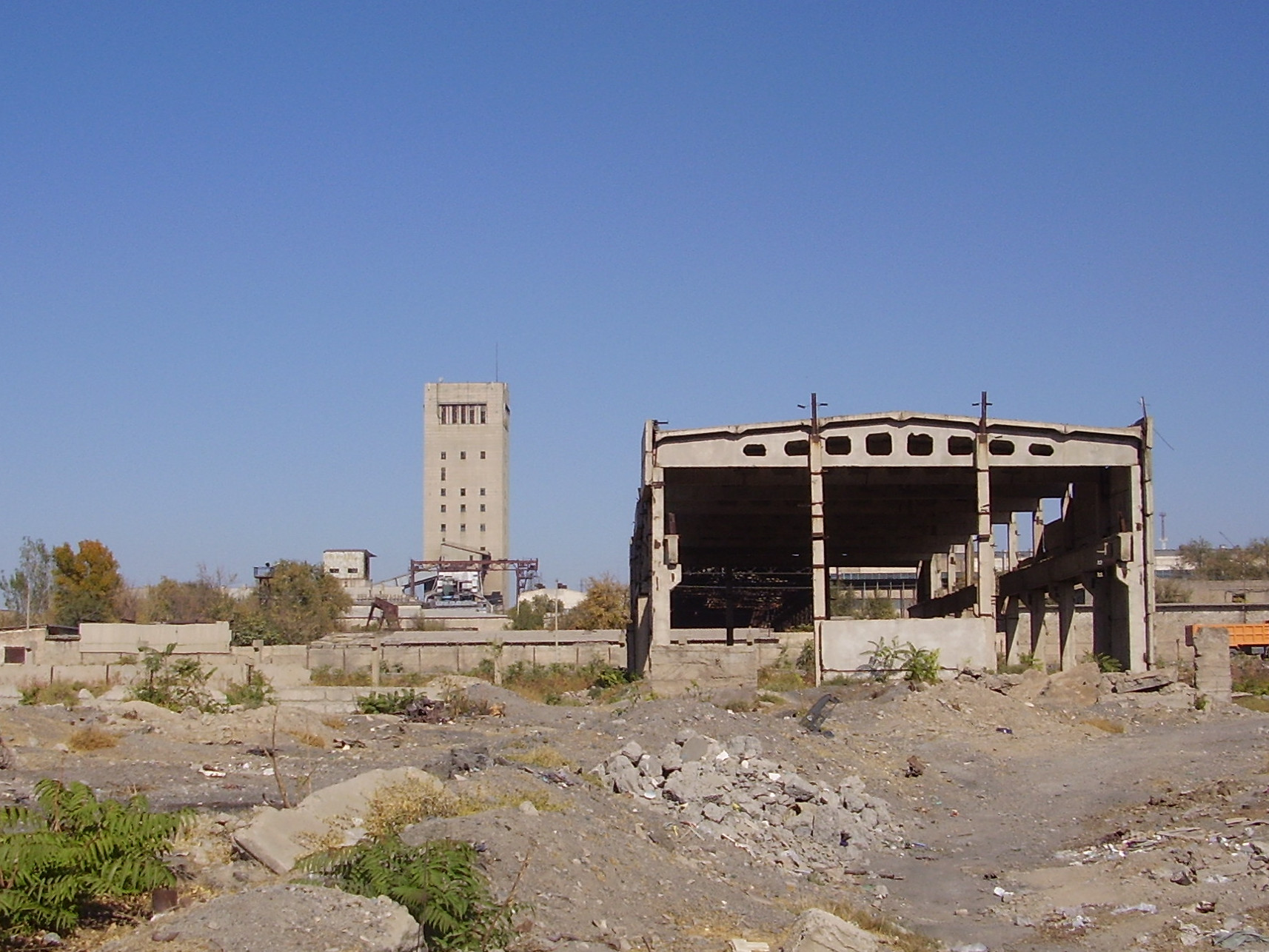
Ruïne van mijngebouwen
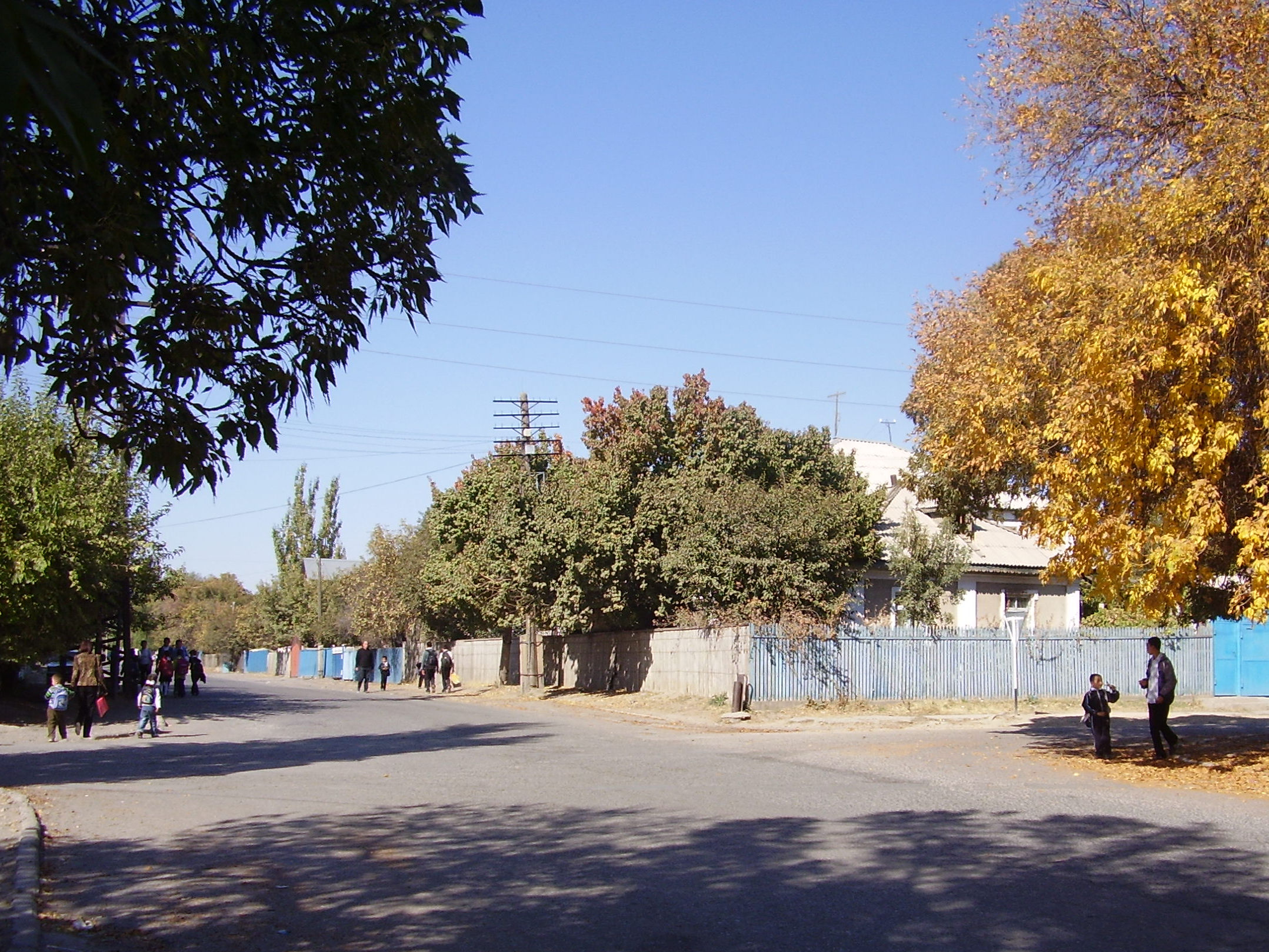